# Keith Duffy
Keith Duffy  (né le 1er octobre 1974 à Dublin) est un chanteur Irlandais.
Il a fait partie du boys band Boyzone et a participé en 2001 à la première saison de Celebrity Big Brother.